# Requeixo (produto lácteo)
Requeixo é um produto lácteo e sobremesa tradicional da Galiza, Espanha, produzido com leite de vaca, que apresenta semelhanças com queijo fresco, cottage ou o mató catalão, obtido drenando parciamente o soro de leite de uma coalhada.
Ao contrário do que o nome sugere pela sua semelhança e etimologia, o requeixo não é a mesma coisa que requeijão ("ricota" no Brasil e requesón no resto de Espanha), pois este último é subproduto da produção de queijo, obtido a partir a apenas do soro, que é separado da coalhada, enquanto que o requeixo galego é produzido diretamente a partir do leite fermentado. No entanto, o requeixo também se diferencia de um queijo fresco por não ser salgado, devido a não ser adicionado sal durante o seu fabrico.
No passado, era um produto feito sobretudo em casa, de forma artesanal e para consumo doméstico ou para oferecer, quer a amigos, vizinhos e familiares, quer a autoridades como o alcaide, o padre, o veterinário, o médico ou alguém importante na sociedade local, como forma de agradecimento por algum serviço, mesmo que ele tivesse sido pago.

## Fabrico
A primeira fase da elaboração do requeixo é comum à da produção de queijo e requeijão, pois passa pela coagulação de leite. Esta tanto pode ser obtida deixando o leite num recipiente destapado em ambiente morno (numa cozinha, por exemplo, quando é feito em casa), deixando atuar os microorganismos presentes no leite, como adicionando um coalho (agente fermentador e coagulante), que tanto pode ser de origem vegetal (cardo), animal ou parte de uma coalhada do dia anterior. Tradicionalmente, o coalho animal era obtido a partir do estômago de cabra leiteira.
A coalhada (em galego: leite callado), a qual é também consumida como sobremesa, diretamente ou com açúcar ou mel, pode ser mais ou menos ácida e espessa conforme o método de coalhadura — quando é usado coalho, a coalhada é menos ácida e mais espessa.
Tipicamente, a coalhada obtém-se em 24 horas, após o que a nata que fica a boiar à superfície é retirada. A seguir, a coalhada é metida em sacos de pano que são pendurados, para escorrer o soro. A nata é previamente retirada para que não impregne o tecido, dificultando a passagem do soro. Conforme o tempo de drenagem seja mais curto ou mais longo obtém-se um requeixo mais liquefeito ou mais espesso. No primeiro caso, a textura é cremosa e semelhante ao do iogurte, enquanto que quando o processo é mais longo, a textura é mais próxima de uma massa, com a consistência de um queijo fresco. O tipo mais liquefeito é mais típico no norte da Galiza, enquanto no sul, predomina o tipo mais espesso. Diz-se a este propósito que no norte se faz requeixo para comer com colher enquanto que no sul se faz para comer com garfo. O fabrico termina com a adição à mistura da nata anteriormente retirada.